# Свети Архангели (Кобалища)
Вижте пояснителната страница за други значения на Свети Архангели.
„Свети Архангели“ (на гръцки: Ταξιάρχες Κοκκινογειων) е православна църква в драмското село Кобалища (Кокиногия), Егейска Македония, Гърция. Църквата е разположена в центъра на селото. Подчинена е на Драмската митрополия. Размерите са ѝ 15,30 на 6,05 m. Има женска църква и трем на западната и част от южната страна и петоъгълна апсида на изток. Има двускатен покрив с триъгълни засеци на късите страни. На вградена плоча западно от южния вход пише, че църквата е построена през октомври 1820 година. В югоизточния ъгъл на двора има камък, на който е изписана датата на завършване на камбанарията - 1 март 1886 година. Надписът на ктиторската плоча гласи:
| „ | ПЕТРЕ ΑΝΓΕΛΑΚΙ С1ПА.Nъ ΕΠΙ ETOYC1820 MIN ΟΚΤΟΟΒΡΙΟΥ 31 EKTHCΘI ΔΙΑ ΔΑΠΑΝΙC ΤΟY ΚΤΗΜΑTOC ΓΗΟΡΓΑΚΙ+ Ο СГГРАФЕС ΔΙΜΙΤΡΙ ХРОъ ΔИΜΟ ГРАМТИКъ... | “ |

Според Георги Стрезов в 1891 година църквата е подчинена на Българската екзархия.
В 1992 година е обявена за паметник на културата.